# Planchonella pronyensis
Planchonella pronyensis är en tvåhjärtbladig växtart som beskrevs av André Guillaumin. Planchonella pronyensis ingår i släktet Planchonella och familjen Sapotaceae. Inga underarter finns listade i Catalogue of Life.